# Akulivik (terre réservée inuite)
Pour Akulivik (village nordique), voir Akulivik.
Akulivik (inuktitut : ᐊᑯᓕᕕᒃ) est une terre réservée inuit située dans l'administration régionale Kativik, dans le Nord-du-Québec, au Québec, créée le 2 mai 1995.
Akulivik est également le nom d'un village nordique du Québec.